# Mos Espa

Mos Espa városának látképe

Mos Espa a Csillagok háborúja elképzelt univerzumának egyik városa, a Tatuin bolygón helyezkedik el, megjelenésében hasonló Mos Eisleyhez. Ismert a boltozatos, „sivatagálló” épületeiről. Legfontosabb eseményei a rendszeresen tartott fogathajtóversenyek, amilyen például a Boonta Eve Classic, amit évente egyszer rendeznek meg.
Űrkikötővel is rendelkezik.
A gyermek Anakin Skywalker és anyja, Shmi Skywalker otthona, akik mindketten rabszolgaként Watto boltjában dolgoznak.

## Leírása
A város a Dűne-tenger közelében, sivatagos környezetben fekszik, tőle nem messze sziklaformációk is találhatók. Egyik nagy negyede a rabszolganegyed, ezen kívül kereskedelmi és szórakoztató negyede is van. Ez utóbbiban található a Nagy Aréna (Grand Arena), ahol a fogathajtóversenyeket tartják.
Hatalmas stadionja (melyben a város teljes lakosságának megfelelő nézősereg elfér) a fogathajtóversenyek kezdő- és végpontja, melyeken a nézők gyakran nagy összegű fogadásokat kötnek, a versenyzők pedig nem ritkán halálos baleseteket szenvednek.

## Lakossága
Lakosai telepesek és kereskedők. Ez utóbbiak között nem ritka a feketepiacon, illegálisan működő árus, aki más bolygókról származó, illegális áruval kereskedik.
Fontos bevételi forrást jelentenek a fogathajtóversenyeken történő fogadások.

## Történelme
|  | Alább a cselekmény részletei következnek! |

A Köztársaság alatt még létezett a rabszolgaság Mos Espában, amit a galaxis más részein korábban már betiltottak. A rabszolgák a város külső kerületében, egy önálló negyedben laktak. A rabszolgákat inkább a tekintély növelésére használták, nem pedig olcsó munkaerőnek, és tulajdonosaik ezért nehezen váltak meg tőlük.
Mos Espa valódi irányítói a Hutt gengszterek, akik a rabszolgaságot és az illegális kereskedelmet saját céljaikra használták fel.
A város elődjét rodiai menekültek alapították mintegy 80 évvel a Yavini csata előtt. A város alapító telepesei között sok gazdag Hutt is volt. Az ő gazdasági hatásukra Mos Espa növekedni kezdett és rövid időn belül a Tatuin bolygó legnagyobb városává és egyúttal nem hivatalos fővárosává vált.
A Huttok, hogy eltereljék a figyelmet illegális üzleteikről, egy hatalmas stadion építettek, ahol fogathajtóversenyeket lehetett tartani.
A Birodalom felemelkedésével olyan politikai változás következett be, ami a Hutt vállalkozásokat hátrányosan érintette. A fogathajtóversenyeket betiltották, Jabba pedig, Tatuin legbefolyásosabb Huttja, áthelyezte székhelyét Mos Eisleyhez közelebb. Mindezek következtében Mos Espa jelentősége csökkent, Mos Eisley-é pedig növekedett.
A Naboo bolygó kereskedelmi blokádja idején ide érkezett Padmé Amidala és jedi testőrökből álló kísérlete, hogy hiperhajtóművet találjon. Miután találtak egy használt, de megfelelő hajtóművet Wattoo ócskavastelepén, Qui-Gon Jinn, nem lévén elegendő pénze, fogadást ajánlott tojdari Wattoo-nak, aminek a tétje a hajtómű megszerzésén kívül Anakin Skywalker felszabadítása volt.
Egy fogathajtóversenyen Qui-Gon Jinn nagy összegű fogadást tett a fiatal Anakin Skywalkerre, akit így sikerült kiváltania a rabszolgaságból. Miután kiváltotta Anakint, együtt utaztak a Coruscant bolygóra, ami később a galaxis történelmét jelentősen befolyásoló eseménynek bizonyult.
|  | Itt a vége a cselekmény részletezésének! |

## Megjelenése a filmekben
A Baljós árnyak, és A klónok támadása című filmben jelenik meg.

## Megjelenése sorozatokban
A Boba Fett könyvében a jelenbeli szál leginkább itt játszódik.

## Megjelenése videójátékokban
Star Wars Episode I: Racer, Csillagok háborúja I: Baljós árnyak (videójáték), Star Wars: Bounty Hunter, Star Wars: Racer Revenge, Star Wars: The New Droid Army

## Megjelenése képregényekben
Episode I: Anakin Skywalker, Baljós árnyak, Episode I: Qui-Gon Jinn, Episode I: The Phantom Menace ½, The Bounty Hunters: Aurra Sing

## Forgatási körülmények

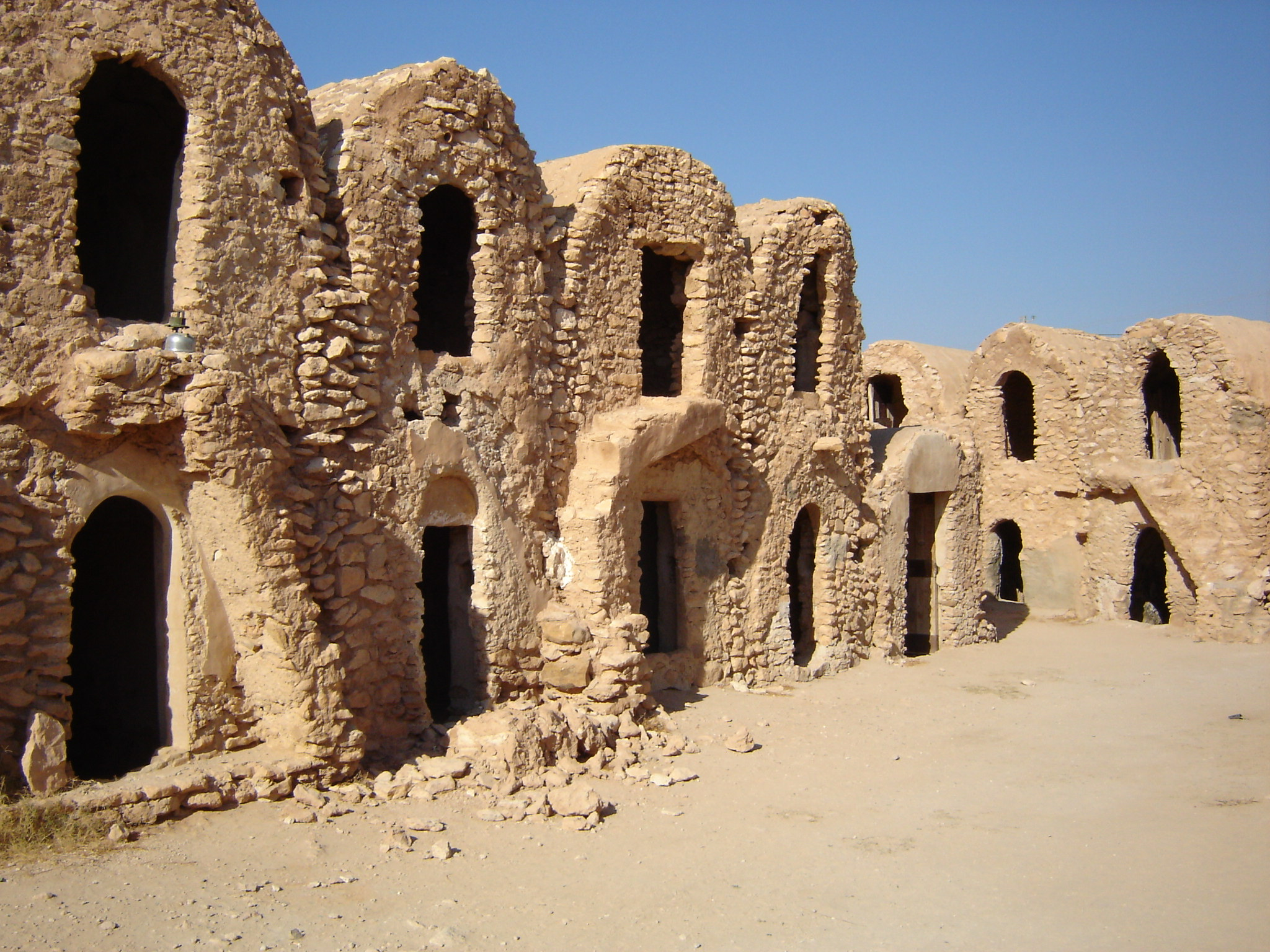
Ksar Hadadda romjai Délkelet-Tunéziában

A Baljós árnyak Mos Espája jóval nagyobb, mint az Egy új reményben szereplő Mos Eisley.
A Délkelet-Tunéziában található Ksar Hadada (arabul: كصر حدادة) ókori maradványait, továbbá Oung Jmel, Ksar Medenine és Ksar Oueld Soltane helyszíneit használták fel a rabszolganegyed külső felvételeinél.
A város központi része egy hatalmas piac, amit közvetlenül Tozeur városa mellett, Tunéziában forgattak, itt felépítettek néhány kulcsfontosságú épületet építési habból és vakolatból, amit fém vázra hordtak fel.
1997. július 28-án egy felhőszakadás megrongálta a már felépített épületek nagy részét. Ezeket Rick McCallum producer vezetésével igyekeztek helyreállítani, hogy a felvételekhez megfelelőek legyenek, azonban az eső okozta rongálás nyomait meghagyták, mert ez hozzájárult a város hangulatához.
A munkálatok időben befejeződtek, így egyetlen napot sem veszítettek a forgatás tervezett ütemtervéhez képest.

## Fordítás
- Ez a szócikk részben vagy egészben  a   Mos Espa című angol Wikipédia-szócikk fordításán alapul.  Az eredeti cikk szerkesztőit annak laptörténete sorolja fel. Ez a jelzés csupán a megfogalmazás eredetét és a szerzői jogokat jelzi, nem szolgál a cikkben szereplő információk forrásmegjelöléseként.